# Riberas del Río Esla y afluentes
Riberas del Río Esla y afluentes este o arie protejată (arie specială de conservare — SAC, sit de importanță comunitară — SCI) din Spania întinsă pe o suprafață de 1.946,67 ha, integral pe uscat.

## Localizare
Centrul sitului Riberas del Río Esla y afluentes este situat la coordonatele 42°01′30″N 5°36′45″W / 42.025°N 5.6125°V.

## Înființare
Situl Riberas del Río Esla y afluentes a fost declarat sit de importanță comunitară în august 2000 pentru a proteja 4 specii de plante și 12 specii de animale. Situl a fost protejat și ca arie specială de conservare în septembrie 2015.

## Biodiversitate
Situată în ecoregiunea mediteraneană, aria protejată conține 10 habitate naturale: Păduri de Quercus ilex și Quercus rotundifolia, Galerii de Salix alba și de Populus alba, Râuri mediteraneene cu debit permanent și vegetație de Glaucium flavum, Păduri de stejar galițio-portugheze cu Quercus robur și Quercus pyrenaica, Râuri cu maluri nămoloase cu vegetație de Chenopodion rubri p.p. și Bidention p.p., Liziere de ierburi înalte hidrofile de câmpie și de nivel montan până la alpin, Pajiști umede mediteraneene cu ierburi înalte de Molinio-Holoschoenion, Lacuri eutrofice naturale cu vegetație de tip Magnopotamion sau Hydrocharition, Cursuri de apă de la nivel de câmpie la nivel montan, cu vegetație Ranunculion fluitantis și Callitricho-Batrachion, Râuri mediteraneene cu debit permanent cu specii de Paspalo-Agrostidion și galerii riverane de Salix și de Populus alba.
La baza desemnării sitului se află mai multe specii protejate:
- plante (4): Apium repens, Marsilea strigosa, Narcissus asturiensis, Santolina semidentata
- amfibieni (1): Discoglossus galganoi
- mamifere (3): Galemys pyrenaicus, vidră de râu (Lutra lutra), liliacul mare cu potcoavă (Rhinolophus ferrumequinum)
- nevertebrate (1): Coenagrion mercuriale
- pești (4): Achondrostoma arcasii, Cobitis calderoni, Cobitis paludica, Pseudochondrostoma duriense
- reptile (3): țestoasa de baltă (Emys orbicularis), Lacerta schreiberi, Mauremys leprosa

Pe lângă speciile protejate, pe teritoriul sitului au mai fost identificate 7 specii de amfibieni, 9 specii de mamifere, 4 specii de nevertebrate, 2 specii de pești, 1 specie de reptile.